# Bridget Jones dagbok
Denna sida handlar om boken Bridget Jones dagbok. För filmen, se Bridget Jones dagbok (film).
Bridget Jones dagbok (originaltitel: Bridget Jones's Diary) är en dagboksroman av Helen Fielding som gavs ut 1996. Boken är den första av tre fristående romaner om den fiktiva romanfiguren Bridget Jones. Den följdes av På spaning med Bridget Jones och Bridget Jones: Mad about the Boy (svensk titel saknas).
De båda första böckerna har filmatiserats, och båda bar samma titel som böckerna: Bridget Jones dagbok (2001) och På spaning med Bridget Jones (2004), där titelrollen spelas av Renée Zellweger tillsammans med bland andra Hugh Grant och Colin Firth.
2006 hade den första boken sålts i över 2 miljoner exemplar globalt.

## Handling
Boken handlar om Bridget Jones, en kvinna i trettioårsåldern, som fortfarande är singel. Hon oroar sig för att hon aldrig ska hitta kärleken, är karlfixerad, röker och dricker för mycket och tycker att hon är överviktig, varför hon ständigt försöker banta. Hon bestämmer sig för att hon bara måste hitta den rätte mannen innan det är för sent och för att återta kontrollen över sitt liv börjar hon skriva dagbok. I dagboken skriver hon om allt som är viktigt för henne.
Det där med män är för Bridget en komplicerad historia. Hon vill träffa den stora kärleken, men hur vet man att en man är den rätte för en? Bridgets snygge, fast något sliskige, men ändå attraktive chef Daniel Cleaver, börjar plötsligt visa intresse för henne och Bridget vädrar morgonluft. Samtidigt slänger Mark Darcy blickar efter henne. Bridgets år inleds med att hon förälskar sig i Daniel medan hennes föräldrar försöker fixa ihop henne med Mark Darcy, som nyligen skilt sig och är tillbaka från Amerika. Men Bridget är inte intresserad av Mark Darcy utan tycker att han verkar vara en tråkmåns. En dag frågar Daniel henne om en dejt och de inleder en relation och tillbringar nästan varje helg tillsammans och Bridget är glad över att äntligen ha hittat en pojkvän. Men när Bridget en dag kommer hem till Daniel ser hon en naken, vacker amerikansk kvinna ligga och sola på terrassen och blir förkrossad. 
När Daniel är ute ur Bridgets liv, frågar Mark Darcy ut henne på en dejt. Samma kväll får Bridget reda på att hennes mammas nya pojkvän, Julio, har stulit pengar från familjens vänner, däribland Marks föräldrar. Bridget väntar oroligt på att Mark ska ringa, men Mark ringer inte. December månad kommer och julen är på väg, men Mark har fortfarande inte kommit tillbaka. Men på juldagen kommer Julio och Mark in när Bridget firar jul tillsammans med sin familj. Polisen tillkallas och Julio grips samtidigt som Mark går iväg med Bridget och förklarar sin kärlek till henne. Boken slutar med att Bridget är nöjd över att ha hittat en underbar man.

## Priser och utmärkelser
Boken utsågs 1998 till British Book of the Year, och Tracie Bennett vann år 2000  priset "Solo Female Narration" för sin ljudbokstolkning.